# St. Andreas (Biburg)

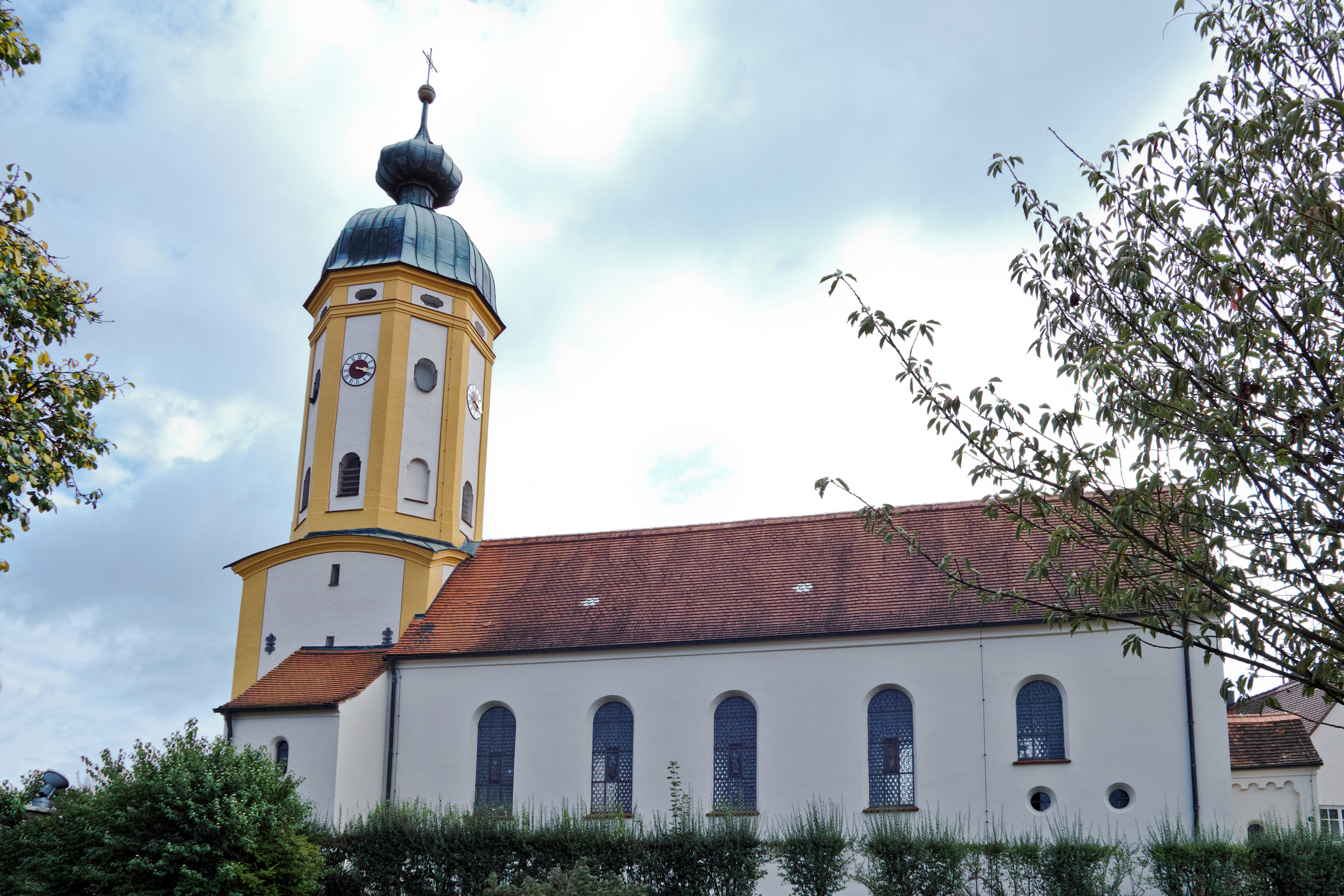
St. Andreas in Biburg

Die römisch-katholische Kirche St. Andreas steht in Biburg, einem Ortsteil von Diedorf im Landkreis Augsburg von Bayern. Das Bauwerk ist in der Liste der Baudenkmäler in Diedorf unter der Nr. D-7-72-130-7 eingetragen. Die Pfarrkirche gehört zum Dekanat Augsburg-Land des Bistums Augsburg.

## Beschreibung
Der Chorturm der Saalkirche stammt aus dem 12./13. Jahrhundert. Das Langhaus im Westen wurde 1738 umgestaltet, indem es nach Westen verlängert wurde und die Mauern erhöht wurden. Im Erdgeschoss des Chorturms befindet sich der eingezogene, quadratische Chor. 1772 wurde der Chorturm mit einem achteckigen Geschoss aufgestockt, das die Turmuhr und den Glockenstuhl beherbergt, und mit einer doppelten Zwiebelhaube bedeckt. 1884 wurde das Langhaus erneut verlängert. Es erhielt eine neuromanische Fassade im Westen. 
Der Innenraum des Langhauses ist mit einer Flachdecke überspannt, auf der sich Fresken von Johann Baptist Anwander befinden, auf denen der Apostel Andreas als Märtyrer dargestellt ist. Zur Kirchenausstattung gehört ein Hochaltar, auf dessen Altarretabel Gebhard Fugel 1895 den Apostel Andreas als Märtyrer gemalt hat. Eine Statue des Stephanus wird dem Umkreis des Gregor Erhart zugeschrieben.